# General Campos
General Campos es un municipio del distrito General Campos del departamento San Salvador, en la provincia de Entre Ríos, República Argentina. El municipio comprende la localidad del mismo nombre y un área rural. Se ubica a 15 km de San Salvador y a 45 km Concordia. Es el segundo centro urbano de mayor relevancia del departamento, y posee 3149 habitantes, según datos del censo de 2010.
Su ejido municipal es de 7700 hectáreas.

## Historia
El pueblo fue fundado en el campo El Yeruá donado por Justa Urquiza de Campos, esposa de quien fuera ministro de Guerra de la Nación, General Luis María Campos, -fallecido en 1907- para construir una estación ferroviaria. El pueblo se considera fundado el 8 de junio de 1913 en los alrededores de la Estación General Campos, cuando se realizó una subasta de los terrenos. Los primeros negocios fueron fundados por Bartolomé Medina, quien tenía una posta que recibía correspondencia y brindaba hospedaje, Florencio Fernández, y el inmigrante judío Luis Abraham Dreispeil, quien abrió un almacén. Son estas personas consideradas las fundadoras del pueblo.
General Campos era el centro urbano de las colonias judías de Walter Moss, ubicada a treinta kilómetros al noroeste del pueblo, y Curbelo, a sólo diez kilómetros de distancia en la misma dirección.
Los inmigrantes judíos provenientes de distintas zonas del Imperio ruso, de donde huían por la persecución y la falta de oportunidades, se fueron trasladando de las colonias al pueblo a medida que les era posible, ya que las tareas rurales no eran sus oficios, sino que preferían la vida de ciudad, siendo originarios de importantes ciudades como Kiev, Ekaterinoslav (Dniepropetrovsk), Sebastopol y Odesa, entre otras.
En General Campos instalaron una sinagoga, que constituye un importante patrimonio popular y fuera testigo de la vida social de la ciudad hasta la gran emigración de los hijos de inmigrantes a partir de mediados del siglo XX. La sinagoga "Unión Israelita de General Campos" fue fundada en 1931, y restaurada en 1999. Tiene como reliquia una Torá que provino de la vieja sinagoga de Walter Moss, los bancos de madera de esa colonia, y los libros de actas del cementerio judío de General Campos, Walter Moss y Curbelo.
General Campos integró el departamento Concordia hasta la creación del departamento San Salvador mediante la ley provincial N° 8981 sancionada el 6 de diciembre de 1995.

## Educación
Alrededor de 1910 (aunque no existe una fecha precisa) comienza a funcionar la actual Escuela Primaria N.º 12 "Justo José de Urquiza", que desde 1980 ocupa el actual edificio a metros de la Plaza principal. En 1979 se crea la Escuela Secundaria N.º 1 "Carlos Saavedra Lamas" primera y única institución de Nivel Medio de la localidad.

## Bandera Universal de la Música
Este emblema universal fue ideado por la Profesora Josefina Mencinelli de Zubizarreta. Tiene una tonalidad celeste que representa lo celestial y sublime de la música; entre sus símbolos se encuentran el pentagrama y la clave de sol, representando la universalidad y majestuosidad de la música. En 1979 la Bandera Universal de la Música fue presentada por la Sociedad de Autores y Compositores (SADAIC) y oficializada como tal.

## Economía
La actividad económica sobresaliente hoy es la primaria, con grandes extensiones de arroz sembrado. También se cultiva soja, y se crían pollos parrilleros. La actividad industrial se funda como complemento de la producción agrícola, mayormente la arrocera. Posee pequeños comercios.

## Parroquias de la Iglesia católica en General Campos
| Diócesis   | Concordia                 |
| ---------- | ------------------------- |
| Parroquias | Nuestra Señora del Carmen |